# Berliner Fußballmeisterschaft des VBB 1910/11
Die Berliner Fußballmeisterschaft des VBB 1910/11 war die vierzehnte und letzte unter dem Verband Berliner Ballspielvereine ausgetragene Berliner Fußballmeisterschaft. Die diesjährige Meisterschaft wurde erneut in einer Gruppe mit neun Teilnehmern ausgespielt. Der BTuFC Viktoria 89 setzte sich mit einem Punkt Vorsprung vor dem Vorjahresmeister BFC Preussen durch und wurde zum fünften Mal Berliner Fußballmeister des VBB. Durch den Erfolg war Viktoria Berlin für die deutsche Fußballmeisterschaft 1910/11 qualifiziert. Nachdem der Viertelfinalgegner SC Lituania Tilsit auf Grund von zu hohen Reisekosten auf das Spiel gegen Viktoria Berlin verzichtete, erreichten die Berliner kampflos das Halbfinale. Durch ein 4:0-Sieg im Halbfinale erreichte Berlin das Finale gegen den VfB Leipzig, welches mit 3:1 gewonnen wurde. Dies war der zweite Meistertitel für Viktoria Berlin, wodurch der Verein mit dem bisherigen alleinigen Rekordmeister VfB Leipzig aufschloss.
Dies war die letzte Spielzeit des Verbandes Berliner Ballspielvereine. Zur Bündelung der Kräfte in Berlin und Brandenburg entschlossen die Verbände Verband Berliner Ballspielvereine, Verband Berliner Athletik-Vereine und Märkischer Fußball-Bund sich zum Verband Brandenburgischer Ballspielvereine zusammenzuschließen. Fortan gab es eine einheitliche Berliner Fußballmeisterschaft. Alle Vereine des VBB aus der 1. Klasse erhielten zur nächsten Saison einen Startplatz in der erstklassigen Liga Berlin. Zusätzlich waren die jeweils zwei besten Mannschaften aus den vier Staffeln der 2. Klasse für eine Qualifikationsrunde qualifiziert, aus der sich nochmals sechs Mannschaften aus dem VBB für die neue Liga qualifizieren konnten.
Nach dem Zusammenschluss der drei Berliner Verbände am 29. April 1911 endete die Mitgliedschaft der Stettiner Vereine im VBB. Der Versuch, einen eigenen Regionalverband zu gründen und sich Gebiete anderer Verbände anzueignen, scheiterte. Von 1911 bis 1913 gehörten die Stettiner Vereine keinem Regionalverband an und trugen nur die lokale Stadtmeisterschaften aus. 1913 schloss sich der Verband Pommerscher Ballspiel-Vereine schließlich dem Baltischen Rasen- und Wintersport-Verband an. 

## Abschlusstabelle
| Pl. | Verein                     | Sp. | S  | U | N  | Tore    | Quote | Punkte |
| --- | -------------------------- | --- | -- | - | -- | ------- | ----- | ------ |
| 1.  | BTuFC Viktoria 89          | 16  | 13 | 3 | 0  | 058:250 | 2,32  | 29:30  |
| 2.  | BFC Preussen (M)           | 16  | 14 | 0 | 2  | 072:190 | 3,79  | 28:40  |
| 3.  | BTuFC Union 1892           | 16  | 9  | 2 | 5  | 051:370 | 1,38  | 20:12  |
| 4.  | BFC Hertha 1892            | 16  | 9  | 0 | 7  | 054:420 | 1,29  | 18:14  |
| 5.  | BTuFC Britannia 1892       | 16  | 5  | 3 | 8  | 037:420 | 0,88  | 13:19  |
| 6.  | BTuFC Alemannia 90 (N)     | 16  | 5  | 2 | 9  | 028:480 | 0,58  | 12:20  |
| 7.  | Berliner BC 03             | 16  | 4  | 3 | 9  | 031:450 | 0,69  | 11:21  |
| 8.  | SC Minerva 93              | 16  | 3  | 2 | 11 | 019:450 | 0,42  | 08:24  |
| 9.  | Tennis Borussia Berlin (N) | 16  | 2  | 1 | 13 | 031:780 | 0,40  | 05:27  |

| (M) | Titelverteidiger |
| (N) | Aufsteiger       |

## Ortsgruppe Stettin
| Pl. | Verein                              | Sp. | S | U | N | Tore    | Quote | Punkte |
| --- | ----------------------------------- | --- | - | - | - | ------- | ----- | ------ |
| 1.  | Stettiner FC Titania                | 12  | 9 | 1 | 2 | 039:230 | 1,70  | 19:50  |
| 2.  | Stettiner SVgg 1905                 | 12  | 9 | 0 | 3 | 038:180 | 2,11  | 18:60  |
| 3.  | SC Preußen Stettin                  | 11  | 5 | 1 | 5 | 028:290 | 0,97  | 11:11  |
| 4.  | SC Blücher Stettin (M)              | 9   | 5 | 1 | 3 | 030:250 | 1,20  | 11:70  |
| 5.  | FA des ASC Marathon Stettin (N)     | 10  | 4 | 0 | 6 | 024:300 | 0,80  | 08:12  |
| 6.  | SC Sport-Britannia 1908 Stettin (N) | 8   | 1 | 0 | 7 | 004:270 | 0,15  | 02:14  |
| 7.  | FC Sport 08 Stettin                 | 9   | 1 | 0 | 8 | 005:160 | 0,31  | 02:16  |

| (M) | Titelverteidiger Stettin |